# Reduta Qalet Marku
Reduta Qalet Marku (malt. Ridott ta' Qalet Marku, ang. Qalet Marku Redoubt) była to reduta w granicach Naxxar na Malcie. Zbudowana została w latach 1715–1716 przez Zakon Maltański, jako jedna z serii fortyfikacji brzegowych dokoła Wysp Maltańskich. Została zburzona, aby zrobić miejsce pod nadmorską drogę, lecz jej pozostałości są prawdopodobnie wciąż pogrzebane pod drogą.

## Historia
Reduta Qalet Marku została zbudowana w latach 1715–1716 jako część pierwszego etapu budowy redut dokoła Wysp Maltańskich. Najbliższymi reducie fortyfikacjami były Bateria Għallis na północnym zachodzie oraz Bateria Qalet Marku na wschodzie. Obie te baterie są mocno zrujnowane, lecz ciągle widoczne są pewne ich pozostałości.
Reduta oryginalnie składała się z pięciokątnej platformy z niskim parapetem. Prostokątny blokhauz ulokowany był w jej centrum.
Reduta została zburzona, aby zrobić miejsce pod drogę Baħar iċ-Ċagħaq – Salina. Jej pozostałości są prawdopodobnie wciąż ukryte pod drogą. Część struktury, choć pokryta betonem, jest ciągle widoczna, wystając z boku nasypu drogi.